# Gistrup (plaats)
Gistrup is een plaats in de Deense regio Noord-Jutland, gemeente Aalborg. Het is een voorstad van de stad Aalborg en telt ongeveer 3708 inwoners (2004).